# Collectio canonum des Deusdedit
Die Collectio canonum des Deusdedit ist eine Kanones-Sammlung, die dieser Kardinal im Jahr 1087 fertigstellte. Er widmete sie Papst Viktor III. und dem „ganzen Klerus der römischen Kirche“, d. h. den Kardinaldiakonen und -presbytern.